# 1908年夏季奥林匹克运动会射箭比赛
1908年夏季奥林匹克运动会在英国伦敦举行。共有3个射箭项目。

## 奖牌榜
| Event                   | 金牌                         | 银牌                               | 铜牌                              |
| 男子双人 York round     | William Dod · 英国（GBR）    | Reginald Brooks-King · 英国（GBR） | Henry B. Richardson · 美国（USA） |
| Men's Continental style | 欧仁·格里索 · 法国（FRA）    | 路易·韦尔内 · 法国（FRA）          | 古斯塔夫·卡巴雷 · 法国（FRA）     |
| 女子双人 National round | Queenie Newall · 英国（GBR） | Lottie Dod · 英国（GBR）           | Beatrice Hill-Lowe · 英国（GBR）  |

## 参赛国家
共有来自3个国家的57名运动员完成了赛事。
- 法国（15）
- 英国（41）
- 美国（1）

## 各国奖牌榜
| 排名 | 国家／地区  | 金牌 | 银牌 | 铜牌 | 總數 |
| ---- | ----------- | ---- | ---- | ---- | ---- |
| 1    | 英国（GBR） | 2    | 2    | 1    | 5    |
| 2    | 法国（FRA） | 1    | 1    | 1    | 3    |
| 3    | 美国（USA） | 0    | 0    | 1    | 1    |